# Partido Socialista Progresista de Ucrania

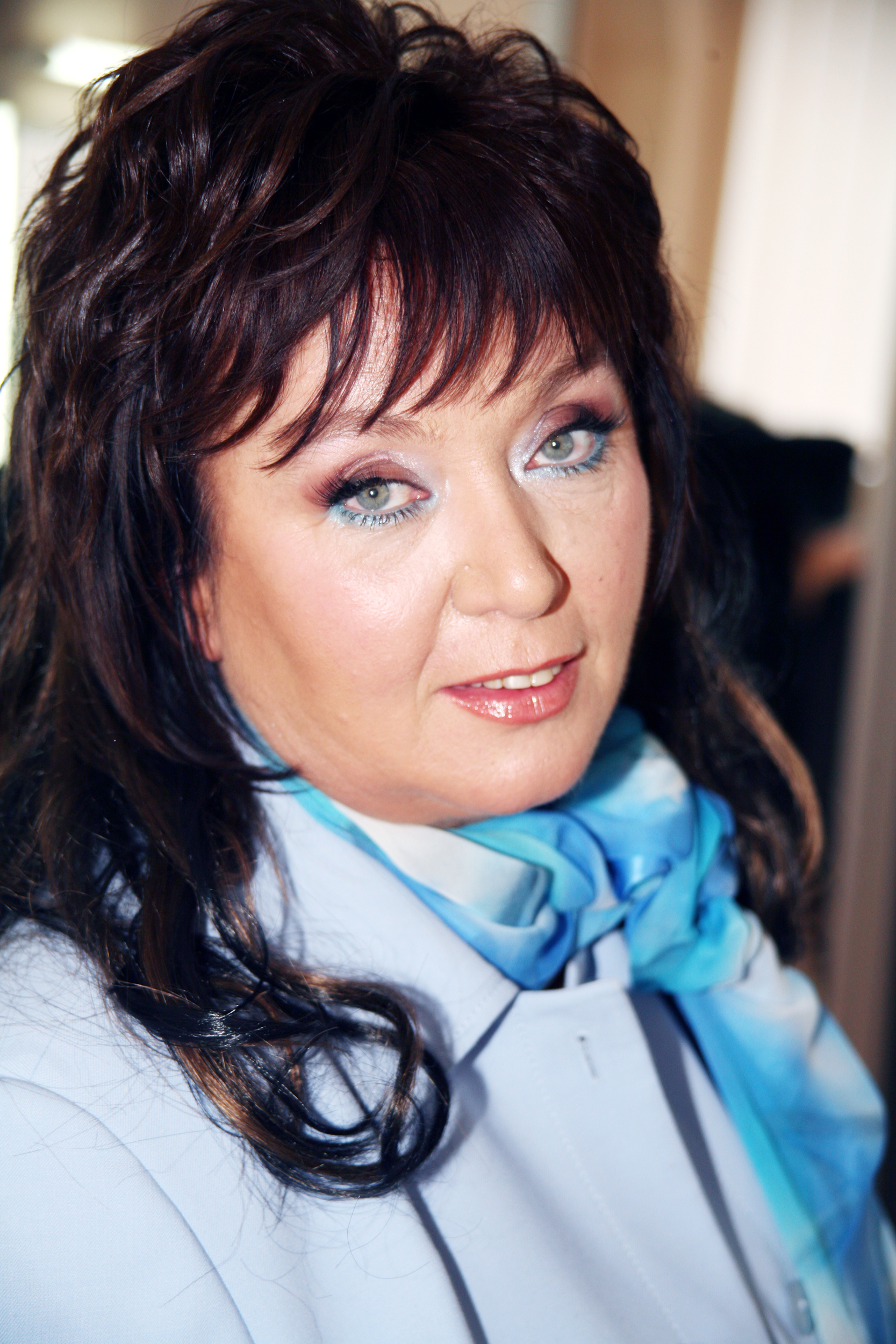
Nataliya Vitrenko es la fundadora y principal dirigente del Partido Socialista Progresista de Ucrania.

El Partido Socialista Progresista de Ucrania (en ucraniano: Прогресивна соціалістична партія України) fue un partido político de Ucrania.
Fue creado en abril de 1996 por Nataliya Vitrenko, miembro disidente del Partido Socialista de Ucrania. El partido propone la entrada plena del país en la Comunidad Económica Eurasiática, el fin de los ejercicios militares de la OTAN en el territorio nacional y la oficialización del idioma ruso junto con el ucraniano.

## Historia
Nataliya Vitrenko, fundadora y principal dirigente del Partido, ya venía dirigiendo un grupo de miembros radicales del Partido Socialista de Ucrania que se oponían a lo que venían llamando como "tendencias revisionistas". En octubre de 1995 este grupo abandonó a los socialistas.
El PSPU apoya a la Unión Económica Euroasiática como una alternativa a la Unión Europea, utilizando retórica izquierdista para ello. Tradicionalmente, el PSPU se ha adscrito siempre a los movimientos contra la OTAN, el Fondo Monetario Internacional y a favor del acercamiento entre Ucrania y Rusia.
En las elecciones de 1998, el PSPU obtuvo el 4'04% de los votos, y su candidata presidencial en 1999, que fue la propia Vitrenko, quedó en cuarto lugar con el 10'97% de los votos. La facción parlamentaria del Partido fue disuelta en febrero del año 2000.
En las elecciones legislativas del 30 de marzo de 2002, el PSPU estableció la coalición "Bloque Natalia Vitrenko", que agrupaba al PSPU y al Partido de los Educadores de Ucrania. La coalición obtuvo el 3'22% de los votos, quedándose muy cerca del 4% necesario para obtener representación en la Rada Suprema. El PSPU hizo oposición contra el presidente Leonid Kuchma pero apoyó a Viktor Yanukovich, primer ministro ucraniano desde 2002, durante las polémicas elecciones de 2004.
Tras la llamada Revolución Naranja, el PSPU se unió a la oposición al nuevo presidente Viktor Yushchenko en una coalición junto al partido Derzhava ("Estado"), liderado por el exfiscal ucraniano Gennady Vasilyev. En las elecciones parlamentarias de marzo de 2006, el partido volvió a fallar en conseguir escaños, participando como el "Bloque de Oposición Popular de Natalia Vitrenko" y obteniendo el 2'93% de los votos. En las elecciones parlamentarias de 2007, el PSPU volvió a quedarse sin representación parlamentaria, descendiendo su porcentaje de votos al 1'32%.
En la carrera hacia las elecciones presidenciales de 2010, el PSPU rechazó unirse al "Bloque de Fuerzas de Izquierda y Centro-Izquierda" dado que no querían formar coalición con el Partido Socialista de Ucrania. En su lugar el Partido trató de nominar a Vitrenko de nuevo como su candidata en esas elecciones, pero la Comisión Electoral Central de Ucrania rehusó registrarla debido a que no pagó el depósito de 2'5 millones de grivnas necesario para presentarse a las elecciones. Eventualmente el PSPU apoyó a Yanukovich como líder del Partido de las Regiones en la carrera presidencial de 2010.
Durante las elecciones locales de ese mismo año, el PSPU obtuvo 3 representantes en la municipalidad de Sevastopol, en la entonces República Autónoma de Crimea.
En 2011, el PSPU se une al Frente Popular Panruso.
El PSPU no participó en las elecciones parlamentarias de 2012. Tampoco lo hicieron en las de 2014.
Sin embargo, el PSPU tomó parte en las elecciones locales de octubre de 2015 como parte del partido paraguas "Oposición de Izquierda".
El 20 de marzo de 2022 el partido fue suspendido por el Estado ucraniano sus presuntos vínculos con las autoridades rusas.

## Ideología
El Partido está a favor de la incorporación total de Ucrania a la Unión Euroasiática y, por ende, a la Unión Aduanera Euroasiática; la protección del estatus no alineado del país; fin de los ejercicios de la OTAN en suelo ucraniano; hacer al ruso cooficial en todo el país junto al ucraniano; anulación de la medalla concedida al expresidente Yushchenko como Héroe de Ucrania.
El PSPU guarda estrechos lazos con el movimiento eurasianista y su líder Aleksandr Duguin. Pese a afirmar ser socialistas, el Partido acostumbra a tener posiciones conservadoras y ha sido acusado a menudo de racismo y antisemitismo.

## Resultados electorales
Mapa de Ucrania con los resultados electorales de este partido entre 1998 y 2007:

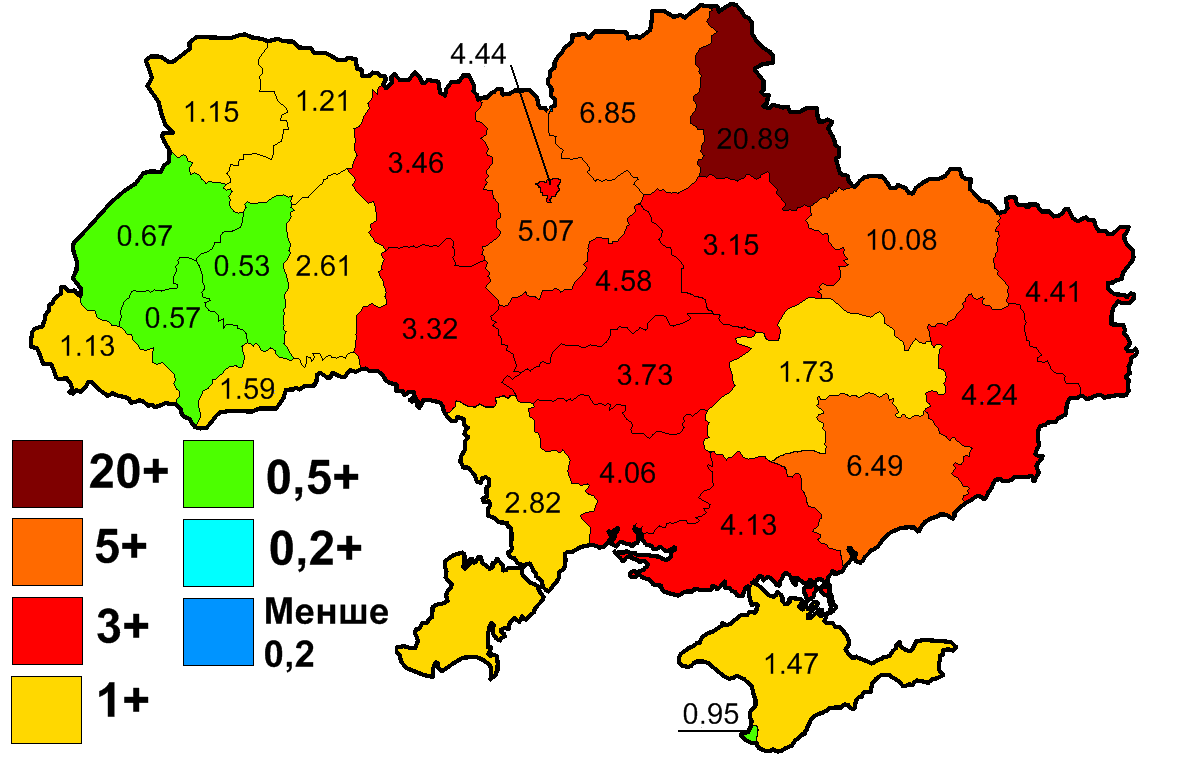
1998
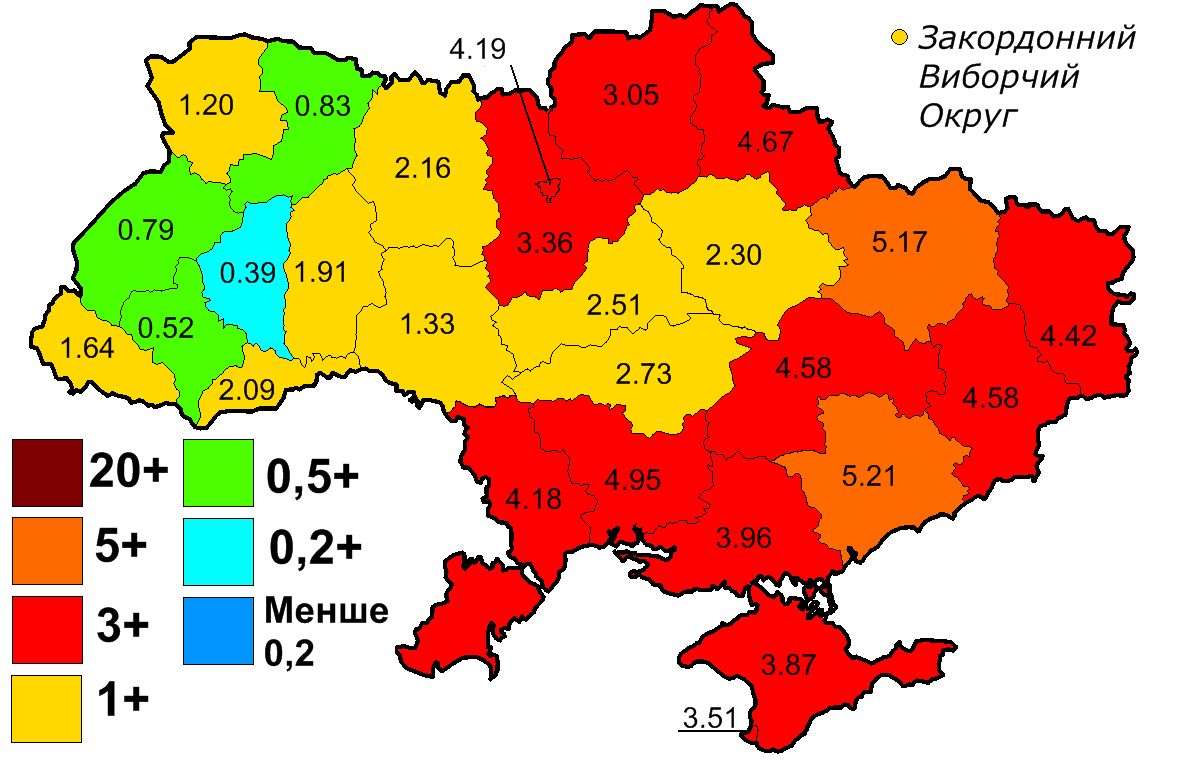
2002
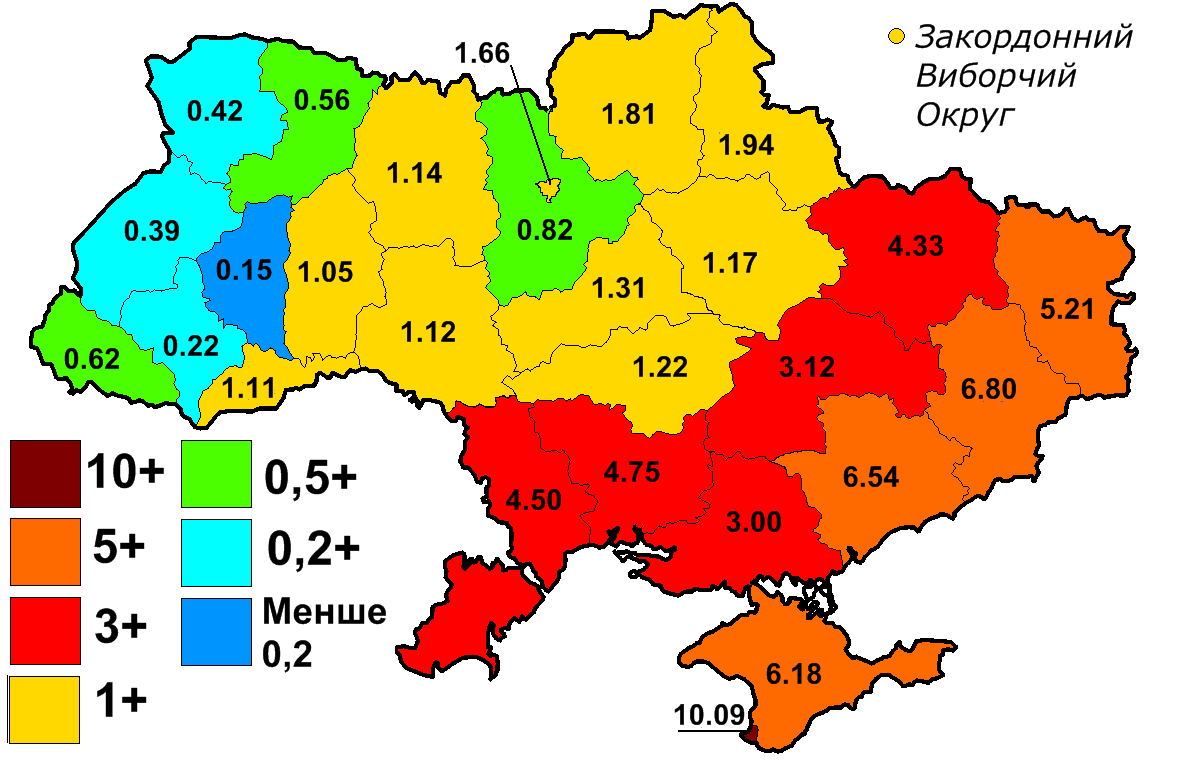
2006
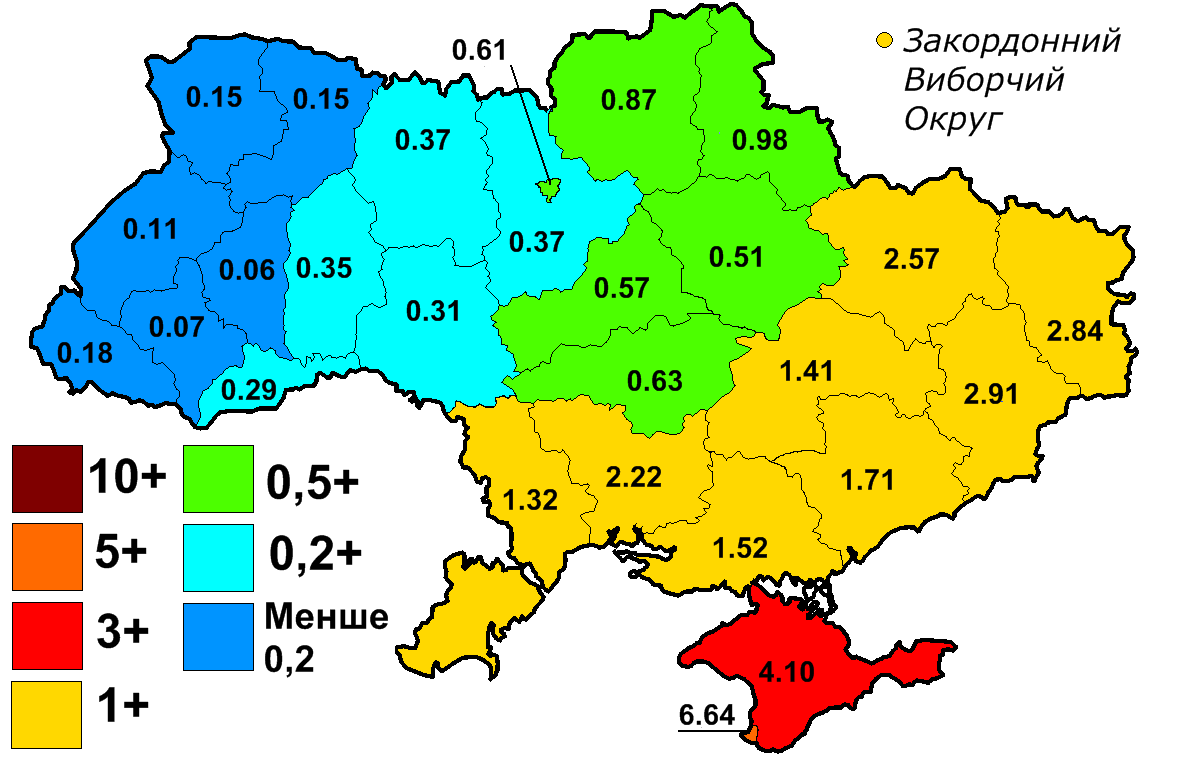
2007